# Philipp Casimir Schlosser (Pfarrer, 1689)
Philipp Casimir Schlosser (* 4. Februar 1689 in Weilburg; † 3. August 1758 ebenda) war ein deutscher evangelisch-lutherischer Pfarrer, Hofprediger und Gymnasialrektor.

## Leben

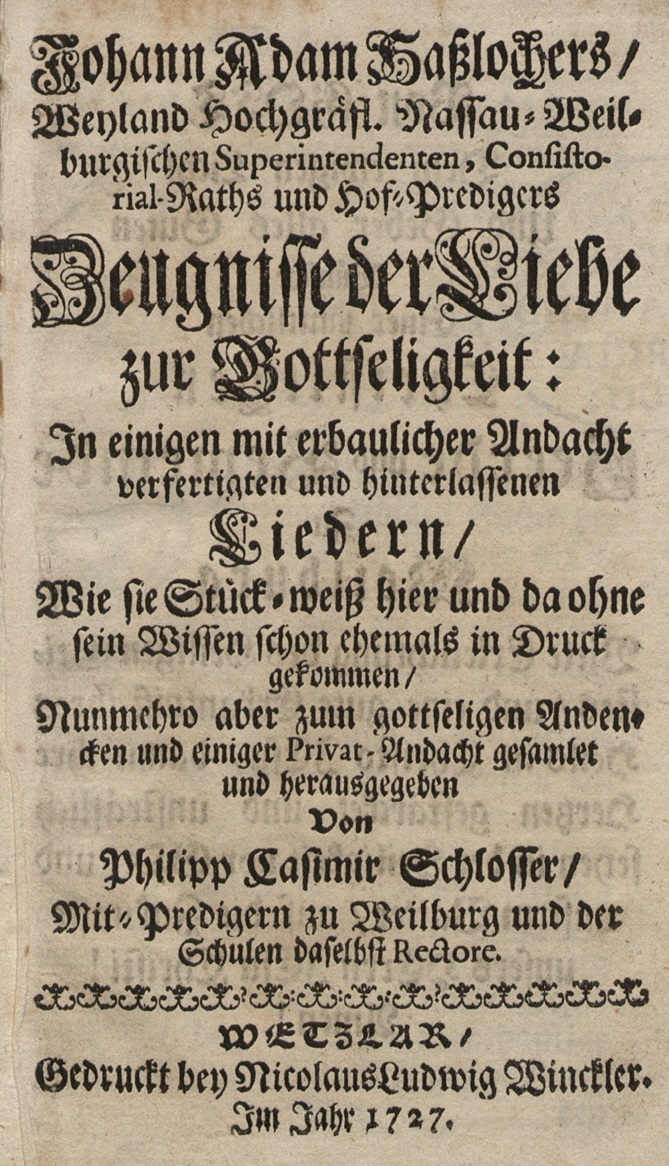
Schlossers Ausgabe der Lieder J. A. Haßlochers

Schlosser studierte ab 1706 evangelische Theologie in Gießen und Marburg. 1711 wurde er Ephorus in Gemmingen, 1718 Rektor in Wetzlar und 1720 Rektor des Gymnasium Philippinum in Weilburg als dritter Nachfolger seines Vaters Johann Nikolaus Schlosser. 1727 wurde er dort als Nachfolger von Johann Adam Haßlocher nassau-weilburgischer Hofprediger und 1737 Stadtpfarrer. Mit der Übernahme dieses Amtes legte er sein Rektorat nieder.
Schlosser gab 1727 die Kirchenlieder seines Vorgängers Haßlocher mit einer umfangreichen Vorrede heraus.